# Saint-Nazaire-d’Aude
Saint-Nazaire-d’Aude – miejscowość i gmina we Francji, w regionie Oksytania, w departamencie Aude. Między Raissac-d’Aude a Saint-Nazaire-d’Aude rzeka Orbieu uchodzi do Aude.
Według danych na rok 1990 gminę zamieszkiwało 936 osób, a gęstość zaludnienia wynosiła 108 osób/km² (wśród 1545 gmin Langwedocji-Roussillon Saint-Nazaire-d’Aude plasuje się na 362. miejscu pod względem liczby ludności, natomiast pod względem powierzchni na miejscu 820.).

## Zabytki
Zabytki w miejscowości posiadające status Monument historique:
- Kanał Południowy – osada Le Somail (Canal du Midi – Le Somail)[a]
- Pont Neuf